# Eustachie Chabot
Eustachie ou Eustache Chabot (av. 1184-av. 1215) est une noble poitevine de la maison Chabot.
La famille Chabot, issue du Bas-Poitou, tient son nom du sobriquet de Cabot ou Chabot qui semble signifier grosse tête ou tête forte. Ce sobriquet se trouve donné à une foule de gens de toute condition, dès le XIe siècle, en Poitou et dans d'autres provinces.

## Biographie

### Famille
Eustachie est la fille de Thibaud II Chabot (av. 1114-v. 1180) seigneur du Petit-château de Vouvant, d'Oulmes ; lui même fils aîné de Sébrand Ier Chabot (v. 1070-ap. 1152), croisé, et d'Agnès,. Sa mère, Marguerite Loubet, est la fille d'Alon, seigneur du Bourg-Loubet à Saint-Maixent, l'un des plus riches seigneurs du pays.
Eustachie a pour frère Thibaud III Chabot (v. 1130-ap. 1213), seigneur du Petit-château de Vouvant, de Rocheservière, d'Oulmes, la Chabocière, guerrier émérite, commandant des troupes du comte de Poitou, Richard Cœur de Lion, en 1175 ; il épouse Olive vers 1160,. Eustachie a également deux sœurs : Agnès (♰ ap. 1203), mariée à Pierre III de la Garnache, et Alix mariée à Raoul de Mauléon vers 1180,.
Eustachie est la nièce de l'évêque élu de Limoges, Sebrand Chabot (♰ avr. 1197),. 

## Mariage et descendance

### GeoffroyIerde Lusignan
Geoffroy Ier de Lusignan (av. 1150-1216) est seigneur de Vouvant (1169-1216) et de Soubise (av. 1171-1216). Il est le troisième fils de Hugues VIII de Lusignan (v. 1097-ap. 1171), seigneur de Lusignan et de Bourgogne de Rancon (av. 1112-ap. 1169), dame de Vouvant et de Civray. Geoffroy se distingue par des actes de bravoure en Orient et reçoit les comtés de Jaffa et d'Ascalon (1191-1192),,. Héros des croisades, aux côtés de ses frères cadets Guy et Aimery, ses nombreux exploits militaires lui confèrent une réputation exceptionnelle.
De son retour des États latins d'Orient, veuf d'Humberge de Limoges, Geoffroy épouse Eustache Chabot avant le 4 mai 1200. Eustachie devient la belle-sœur des rois de Jérusalem et de Chypre : Guy de Lusignan (av. 1153-1194) et Aimery II de Lusignan (av. 1152-1205). Elle apporte en dot à son époux, les châteaux de Moncontour et de Mouchamps et peut-être celui de Mervent,,,. 

### Postérité
Le couple a trois fils connus :
- Geoffroy II de Lusignan (v. 1195-1247/48), seigneur de Vouvant, de Mervent, de Moncontour, de Fontenay et vicomte de Châtellerault par mariage avec Clémence de Châtellerault (av. 1204-1239) ; sans postérité. Il est surnommé Geoffroy à la Grand Dent à partir du XVIe siècle sous l'influence du généalogiste Étienne de Lusignan. Il a, probablement hors union, trois enfants tous cités en 1247 dans son testament mais qui n'héritent pas de ses biens[25] :
  - Harpin
  - Alix
  - Bourgogne.
- Guillaume de Valence[26] (v. 1200-1230), seigneur de Mouchamps et de Soubise, épouse vers 1226 Marquise de Mauléon[27] (av. 1202-ap. 1230), fille de Savary II de Mauléon (v. 1213-1233), seigneur de Châtelaillon, Angoulins, Benon, Talmont et Fontenay, et de sa seconde épouse Amable du Bois[28]. Lors d'un conflit qui oppose son frère Geoffroy II à Pierre Mauclerc, en 1230, Guillaume de Valence est tué au combat à Mareuil avec son fils[29]. Avec son épouse Marquise, ils eurent :
  - G [uillaume] (av. 1215-1230)[30], il trouve la mort aux côtés de son père lors de la bataille de Mareuil. On peut supposer qu'il portait le même prénom que son père : "Guillaume" ;
  - Valence de Lusignan (av. 1230-ap. 1270), dame de Soubise, Vouvant, Mervent et Moncontour, épouse Hugues II Larchevêque (v. 1225-ap. 1271), seigneur de Parthenay. Elle hérite des fiefs de son oncle, Geoffroy II de Lusignan, qu'elle transmet à son mari Hugues II Larchevêque[25] ;
  - Aeline de Lusignan (av. 1230-av. 1270), épouse Barthélemy de la Haye, seigneur de la Haye et de Passavant (av. 1230-ap. 1272)[31].
- Aimery de Lusignan (av. 1202-ap. 1230) est élevé chez les vicomtes de Thouars, qui sont les cousins de son père, et possède une terre à Fontenay qui lui a été donnée par Aimery VII de Thouars (1152-1226)[32],[33]. Aimery de Lusignan est fait prisonnier à la bataille de Mareuil en 1230 avec son frère aîné Geoffroy II et libéré peu de temps après[34]. Il épouse Olive (av. 1205-ap. 1217), fille d'Aalais de Piougier[35]. Aucune postérité ne leur est connue.